# Едуард Фокс
Едуард Фокс (на английски: Edward Fox) офицер на Ордена на Британската империя e английски сценичен, филмов и телевизионен актьор. Обикновено се свързва с ролята на англичанин от висшето общество. 

## Биография
Роден е като Едуард Чарлз Морис Фокс (Edward Charles Morrice Fox) в Челси, Лондон в семейството на театралния агент Робин Фокс и актрисата Анджела Уъртингтън. По-голям брат е на актьора Джеймс Фокс и филмовия продуцент Робърт Фокс. Полубрат е на Даниъл Чато и полузет на лейди Сара Чато. Нейният дядо по майчина линия е драматургът Фредерик Лонсдейл. Учил е в Хароу и е служил като лейтенант в Колдстрийм гардс.
Женен е два пъти:
- 1) Актрисата Трейси Рийд (1958 – 1961);
  - една дъщеря Люси, виконтеса Горманстън.
- 2) Актрисата Джоана Дейвид (юли 2004);
  - една дъщеря, актрисата Емилия Фокс и
  - един син Фреди Фокс.

Получава званието „офицер на Ордена на Британската империя“ през 2003 г.

## Кариера
Фокс дебютира в театъра през 1958 г. и играе за първи път във филм през 1963 г. като статист в This Sporting Life. В късните 60 – ранните 70 години на XX век започва да се установява с роли в класически британски филми като The Go-Between и Battle of Britain. Но ролята на убиеца в „Денят на Чакала“ от 1973 г. е тази, която прави най-силно впечатление и оттогава той е много търсен. През 1980 г. той играе крал Едуард VIII в телевизионната драматична серия „Едуард и мисис Симпсън“ и през 1983 играе М в неофициалния филм за Джеймс Бонд „Никога не казвай никога“. Във филма от 1982 г. „Ганди“, Фокс играе спорния образ на бригаден генерал Реджиналд Дайър, отговорен за Клането в Амритсар в Индия. Най-скорошните му роли са в „Колко е важно да бъдеш сериозен“ (2002), Nicolas Nickleby (2002) и Stage Beauty (2004).

## Избрана филмография
| Година | Филм                        | Оригинално заглавие          | Роля                            | Режисьор        |
| ------ | --------------------------- | ---------------------------- | ------------------------------- | --------------- |
| 1971   | Посредникът                 | The Go-Between               | лорд Хю Тримингам               | Джоузеф Лоузи   |
| 1973   | Денят на Чакала             | The Day of the Jackal        | наемен убиец по прякор (Чакала) | Фред Зинеман    |
| 1978   | Недостижимият мост          | A Bridge Too Far             | Генерал Брайън Хорокс           | Ричард Атънбъро |
| 1978   | Едуард и мисис Симпсън      | Edward & Mrs. Simpson        |                                 |                 |
| 1982   | Ганди                       | Gandhi                       | Реджиналд Дайър                 | Ричард Атънбъро |
| 1983   | Никога не казвай никога     | Never Say Never Again        | (М), шефът на МИ-6              | Ървин Киршнер   |
| 2018   | Джони Инглиш избухва отново | Johnny English Strikes Again | агент „Девет“                   | Дейвид Кър      |